# هشام العيسوي (مخرج وكاتب)
هشام العيسوي هو كاتب ومخرج مصري - أمريكي. اشتهر هشام بعمله في أفلام أميركان إيست، والخروج من القاهرة.

## الحياة الشخصية والوظيفية
وُلد هشام في مصر وانتقل إلى الولايات المتحدة عام 1990م. التحق هشام بمعهد السينما، في جامعة كولومبيا شيكاغو وتخرج عام 1996، وبدأ حياته المهنية بالعمل في محطة تلفزيونية محلية كمحرر للأفلام الوثائقية قبل أن يخرج بعض الموضوعات القصيرة الخاصة به. كما كتب وأخرج الفيلم القصير الاستجواب عام 2004م، وفاز بجائزة أفضل فيلم قصير إبداعي في مهرجان نيويورك السينمائي وأفضل موسيقى في مهرجان كاليفورنيا السينمائي. وشارك فيء كتابة وإخراج الفيلم القصير تي فو تيروريست (بالانجليزية:T for Terrorist) (وتعني إ. إرهابي)، وفاز بجائزة أفضل فيلم قصير في كل من مهرجان بوسطن ومهرجان سان فرانسيسكو للأفلام.
كان أول فيلم روائي طويل لهشام أميركان إيست (بالانجليزية: AmericanEast) حول محنة شعوب الشرق الأوسط في أمريكا بعد أحداث 11 سبتمبر، بطولة سيد بدرية، وطوني شلهوب، وسارة شاهي. عُرض الفيلم في مهرجان دبي السينمائي الدولي وفاز بجائزة أفضل فيلم في مهرجان مدريد السينمائي عام 2008م.
يعيش هشام بين القاهرة ولوس أنجلوس منذ عام 2010م. وإيمانًا منه بالسينما المستقلة، قرر إخراج فيلم الخروج من القاهرة في وطنه. صُوّر الفيلم في القاهرة بدون تصاريح بسبب الرقابة الرافضة للسيناريو. عُرض الفيلم في مهرجان دبي السينمائي الدولي ومهرجان تريبيكا السينمائي والعديد من المهرجانات الأخرى. حصل الفيلم على جائزة واحدة في مهرجان ميونخ ومهرجان الاستقلال الأوروبي السينمائي.
أنهى هشام فيلمه الأخير الثمن (بالانجليزية: The Price) في عام 2015م، وعُرض في مهرجان القاهرة السينمائي الدولي ، وصدر للجهور المصري لاحقًا.

## الأفلام
| سنة  | لقب                                        | كاتب       | مخرج       | منتج       | ملاحظات   |
| ---- | ------------------------------------------ | ---------- | ---------- | ---------- | --------- |
| 2002 | إنقاذ أبو الهول                            |            |            | Green tick |           |
| 2003 | إنقاذ كلاسيكيات السينما المصرية            | Green tick |            |            |           |
| 2004 | الاستجواب                                  | Green tick | Green tick | Green tick | فيلم قصير |
| 2005 | تي فو تيروريست T for Terrorist (إ. إرهابي) | Green tick | Green tick | Green tick | فيلم قصير |
| 2005 | الوجه                                      |            |            | Green tick | فيلم قصير |
| 2008 | أمريكان إيست                               | Green tick | Green tick |            |           |
| 2010 | الخروج من القاهرة                          | Green tick | Green tick |            |           |
| 2014 | الأخ الإرهابي فيلم وثائقي                  |            |            | Green tick |           |
| 2015 | الثمن                                      |            | Green tick |            |           |
| 2019 | أسوار عالية                                | Green tick | Green tick |            |           |

كمحرر
- 2003 - الخلد
- 2003 - إنقاذ كلاسيكيات السينما المصرية
- 2004 - الاستجواب
- 2005 - تي فو تيروريست T for Terrorist (إ. إرهابي)
- 2005 - أصوات العراق
- 2006 - أشياء لا تقولها. . .

## روابط خارجية
- [http://www.imdb.com/name/nm1406894/ Hesham Issawi

] في قاعدة بيانات الأفلام على الإنترنت